# Gu Juan
Gu Juan (chinesisch 顾娟, Pinyin Gù Juān; * 26. Mai 1990 in Dafeng) ist eine singapurische Badmintonspielerin chinesischer Herkunft.

## Karriere
Gu Juan gewann 2008 zwei Bronzemedaillen bei den nationalen Titelkämpfen in Singapur. Bei der All England Super Series 2011, der India Super Series 2011 und der Singapur Super Series 2011 schaffte sie es bis ins Viertelfinale. 2011 nahm sie auch an den Badminton-Weltmeisterschaften teil.

## Sportliche Erfolge
| Saison    | Veranstaltung                   | Disziplin   | Platz | Name                   |
| --------- | ------------------------------- | ----------- | ----- | ---------------------- |
| 2007      | Juniorenweltmeisterschaft       | Dameneinzel | 3     | Gu Juan                |
| 2007/2008 | Singapur: Einzelmeisterschaften | Dameneinzel | 3     | Gu Juan                |
| 2007/2008 | Singapur: Einzelmeisterschaften | Damendoppel | 3     | Gu Juan / Zhang Beiwen |
| 2010      | China Open                      | Damendoppel | 9     | Chen Jiayuan / Gu Juan |
| 2011      | All England                     | Dameneinzel | 5     | Gu Juan                |
| 2011      | Singapur Open                   | Dameneinzel | 5     | Gu Juan                |
| 2011      | India Open                      | Dameneinzel | 5     | Gu Juan                |